# Rezolucija Vijeća sigurnosti UN-a 1110
Rezolucijom Vijeća sigurnosti UN-a 1110, jednoglasno usvojenom 28. svibnja 1997., nakon pozivanja na rezolucije 1082 (1996.) i 1105 (1997.), Vijeće je obnovilo mandat Snaga za preventivno raspoređivanje Ujedinjenih naroda (UNPREDEP) u Makedoniji do 30. studenog 1997.
Mirovna misija UNPREDEP odigrala je važnu ulogu u promicanju mira i stabilnosti u Makedoniji. Također je podsjetio na Rezoluciju 1101 (1997.) zbog pobune u susjednoj Albaniji. U međuvremenu su odnosi Makedonije sa Srbijom i Crnom Gorom značajno napredovali, te su potpisale sporazum o utvrđivanju zajedničke granice. Makedonija je zatražila produljenje mandata UNPREDEP-a, a primijećeno je da je stabilnost u regiji i dalje krhka, s obzirom na razvoj događaja u Albaniji.
Vijeće sigurnosti produžilo je mandat UNPREDEP-a do 30. studenog 1997. i odobrilo smanjenje vojne komponente, počevši od 1. listopada 1997., za 300 pripadnika. Od glavnog tajnika Kofija Annana zatraženo je da izvješćuje Vijeće o razvoju događaja, izvještavajući o sastavu, raspoređivanju, snazi i mandatu UNPREDEP-a, bilježeći parlamentarne izbore i situaciju u Albaniji do 15. kolovoza 1997. U tom smislu pozdravljeno je ponovno raspoređivanje UNPREDEP-a.

## Vanjske poveznice
| Wikizvor | Engleski Wikizvor ima izvorni tekst na temu: United Nations Security Council Resolution 1110 |

- Text of the Resolution at undocs.org